# Andreas Cahn
Andreas Cahn (* 30. September 1959 in Frankfurt am Main) ist ein deutscher Rechtswissenschaftler.

## Leben
Cahn hat Rechtswissenschaft an der Goethe-Universität Frankfurt und der University of California, Berkeley studiert. Er wurde in Frankfurt am Main promoviert und hat sich dort bei Hans-Joachim Mertens habilitiert. Von 1996 bis 2002 war er Ordinarius für Bürgerliches Recht, Handels- und Gesellschaftsrecht an der Universität Mannheim.
Cahn lehrt seit 2002 als Professor für Bürgerliches Recht und Wirtschaftsrecht an der Goethe-Universität. Er ist geschäftsführender Direktor des Institute for Law and Finance (ILF) im House of Finance der Goethe-Universität und Lehrbeauftragter an der Goethe Business School.
Seine Arbeitsschwerpunkte sind Aktienrecht, insbesondere Vorstand und Aufsichtsrat, Corporate Governance, Kapitalmarktrecht, Kapitalerhaltung, Konzernrecht, Corporate Finance und Rechtsvergleichung.

## Schriften
- Kölner Kommentar zum Aktiengesetz, 3. Auflage, Kommentierung der §§ 95-117 AktG und der Mitbestimmungsgesetze, gemeinsam mit H.-J. Mertens, 2013.
- Kölner Kommentar zum Aktiengesetz, 3. Auflage, Kommentierung der §§ 76-94 AktG, gemeinsam mit H.-J. Mertens, 2009.
- Kölner Kommentar zum Aktiengesetz, 2. Auflage, Kommentierung der §§ 278-290 AktG, gemeinsam mit H.-J. Mertens, 2004.
- Spindler/Stilz, Kommentar zum Aktiengesetz, 2. Auflage, 2010, Kommentierung der §§ 53a-75 AktG (§§ 53a-58 gemeinsam mit Michael von Spannenberg).
- Comparative Company Law Text and Cases on the Laws Governing Corporations in Germany, the UK and the USA, Cambridge University Press, gemeinsam mit David C. Donald, 2010.
- Grenzen des Markt- und Anlegerschutzes durch das WpHG, ZHR 162 (1998), 1-50.
- Pflichten des Vorstandes beim genehmigten Kapital mit Bezugsrechtsausschluß, ZHR 163 (1999), 554-593.
- Ansprüche und Klagemöglichkeiten der Aktionäre wegen Pflichtverletzungen der Verwaltung beim genehmigten Kapital, ZHR 164 (2000), 113-154.
- Kapitalaufbringung im Cash Pool, ZHR 166 (2002), 278-306.
- Bankgeheimnis und Forderungsverwertung, WM 2004, 2041-2051.
- Equitable Subordination of Shareholder Loans?, EBOR 2006, 287-300.
- Eigene Aktien und Wertpapierleihe, AG 2008, 221-242, gemeinsam mit wiss. Mitarbeiter Nicolas Ostler.
- Intra-Group Loans under German Law, European Company Law (2010), 44-50.
- Forderungen gegen die Gesellschaft als Sacheinlage? – Zum Erfordernis der Forderungsbewertung beim Debt-Equity Swap, Corporate Finance law 2010, 238-250 (gemeinsam mit RA./StB Stefan Simon und RA. Rüdiger Theiselmann).
- Inhaltskontrolle von Überziehungsentgelten in Banken-AGB, WM 2010, 1197-1207.
- Vorstandsvergütung als Gegenstand rechtlicher Regelung, in: Festschrift für Klaus J. Hopt, Band 1, 2010, S. 431–455.
- Ausgewählte Fragen der Konzernfinanzierung, in: Rüdiger Theiselmann (Hrsg.), Praxishandbuch des Restrukturierungsrechts, 2010, Kapitel, 7, Teil A, S. 280–300.
- Die Verantwortlichkeit der Organmitglieder einer Sparkasse für den Erwerb riskanter Wertpapiere, in: Festschrift für Uwe H. Schneider, 2011, S. 197–228 (gemeinsam mit RAin Henny Müchler)
- Der Kontrollbegriff des WpÜG, in: Mülbert/Kiem/Wittig (Hrsg.), 10 Jahre WpÜG, ZHR-Beiheft 76 (2011), S. 77–107.
- Beratungsverträge mit Aufsichtsratsmitgliedern – zugleich Anmerkung zu BGH II ZR 48/11, Der Konzern 2012, 420 „Fresenius“, Der Konzern 2012, 501-508.

Herausgeberschaften
- Der Konzern (Zeitschrift/Mitherausgeber)
- Corporate Finance Law (Zeitschrift/Mitherausgeber)
- European Company Law (Zeitschrift/Herausgeberrat)
- Institute for Law and Finance Series (Schriftenreihe/Mitherausgeber)
- Frankfurter wirtschaftsrechtliche Studien (Schriftenreihe/Mitherausgeber)

## Ehrungen
- Lehrpreis des Landes Baden-Württemberg für die Universität Mannheim, 2001